# Которбешти (Олт)
Которбешти (рум. Cotorbești) насеље је у Румунији у округу Олт у општини Вулпени. Oпштина се налази на надморској висини од 181 m.

## Становништво
Према подацима из 2002. године у насељу је живело 118 становника, од којих су сви румунске националности.